# Kingdom Hearts (série de mangá)
Kingdom Hearts (キングダムハーツ, Kingudamu Hātsu) é uma série de mangá adaptada por Shiro Amano da série de vídeo game Kingdom Hearts. O mangá foi publicado na revista mensal Monthly Shōnen Gangan entre 2003 e 2005, sendo compilada em 4 volumes encadernados. Foi relançado no Japão de janeiro a abril de 2007 em três volumes, com o nome de Kingdom Hearts: FINAL MIX. Essa é a única das séries de mangá baseadas nos jogos de Kingdom Hearts que é lida em sentido ocidental.
A revista foi lançada nos Estados Unidos pela Tokyopop.
A história do mangá segue a do vídeo games, utilizando os mesmos personagens e cenários, apenas com algumas diferenças no enredo para explicar a diferença da interatividade que o vídeo game proporciona.

## Enredo
Kingdom Hearts se passa em um universo fantástico formado por vários mundos, habitados por personagens diversos, em sua maioria da série de jogos Final Fantasy e dos filmes de animação infantis da Disney.
A história começa Destiny Islands, um arquipélago tropical onde vive o protagonista Sora, um jovem alegre e corajoso com seus amigos Kairi e Riku. Os três sonham em um dia deixar sua ilha e conhecer o que existe além do mar. Com esse objetivo, eles começam a construir uma jangada e juntar provisões para a viagem. Na noite antes do dia previsto para a partida, o arquipélago é atacado por criaturas sombrias. Sora procura pelos seus amigos e vê Riku desaparecendo num portal negro. Um pouco depois, Sora obtém uma uma misteriosa espada em forma de chave, usada por ele a partir de então para se defender das criaturas que encontra pelo caminho. Ele se dirige para uma caverna, onde ele encontra Kairi perto de uma porta. Ela se vira para ele dizendo seu nome, a medida que a porta perto dela abre e as explosões vindas da escuridão começam a sugar os dois para fora da caverna e pouco depois, destruir as Destiny Islands. Sora é então deixado à deriva, enquanto o paradeiro de Kairi e Riku é desconhecido.
Enquanto isso, Mickey Mouse, o rei do Disney Castle, deixa sua casa para lidar com o aumento do poder das trevas e fornece instruções ao chefe dos cavaleiros reais, Pateta, e ao Pato Donald, o mago do reino,  para encontrar o portador da Keyblade e protegê-lo. Esses dois viajam juntos numa nave espacial denominada Gummi Ship para o mundo de Traverse Town, o mesmo onde Sora foi parar depois de ficar à deriva. Esse mundo é uma pequena cidade com vários letreiros luminosos. Lá, Sora encontra novamente as criaturas sombrias e pouco depois conhece Leon (do jogo Final Fantasy VIII), um guerreiro que explica a Sora que tais criaturas chamam-se Heartless, monstros que perderam seus corações e consomem os corações das pessoas, e diz ainda que a única maneira de se defender deles é usando a espada-chave que ele carrega, denominada Keyblade. O rei do mundo natal de Leon, um homem chamado Ansem, teria estudado os Heartless. Pateta e Donald encontram Aerith (de Final Fantasy VII), que diz a eles o que eles podem estar procurando. Pouco depois, Sora encontra Pateta e Donald apressadamente, antes dos três confrontarem um grande Heartless juntos. A partir daí, eles decidem viajar juntos: Pateta e Donald, que procuram o paradeiro do rei Mickey, e Sora que deseja encontrar seus amigos Kairi e Riku.
Os três passam a viajar pelos vários mundos das animações da Disney e, com o poder da Keyblade de Sora, passam a fechar as Keyholes (fechaduras) de cada mundo, o que impede que o mundo seja consumido pelas trevas. Posteriormente eles começam a encontrar páginas dos relatórios de Ansem, que contém informações dos seus estudos sobre os Heartless. Sora encontra Riku, mas ele tinha sido consumido pelas trevas devido a influência de Malévola e luta com Sora, dizendo que será ele que protegerá Kairi.
No fim, os três amigos invadem o covil inimigo onde, durante a batalha, Sora é consumido pelas trevas e se torna um Heartlees. Ele é salvo por Kairi, que divide seu coração com ele. Eles descobrem que a mente por trás dos Heartlees era o próprio Ansem,e que ele mesmo tinha criado os Heartless. Com a ajuda de Pateta e Donald, Sora consegue derrotá-lo, mas é tarde demais, por todos os mundos começas a serem consumidos pelas trevas. Para impedir isso, a Keyhole do mundo das trevas deve ser fechada por dentro e por fora. Para fazer isso, Sora fecha pelo lado de fora e Rei Mickey usa sua Keyblade para fechar a Keyhole por dentro, mas ele e Riku acabam aprisionados nas trevas. Sora promete a Kairi que irá encontrar um jeito de libertar Riku e o Rei Mickey, e ela volta para a Destiny Island.

### Mundos visitados
-Originais
- Destiny Islands, mundo dos protagonistas da série: Sora, Riku e Kairi.
- Disney Castle, terra natal de Donald, Mickey e Pateta.
- Traverse Town, uma espécie de "parada", onde realmente começa a aventura. Personagens como Yuffie Kisaragi, Cid Highwind e Aerith Gainsborough de Final Fantasy VII e Squall Leonhart de Final Fantasy VIII aparecem lá.
- Hollow Bastion, local cheio de personagens da Square e o quartel-general de Malévola.
- End of the World, inclui o terminal para ir a outros mundos.

-Disney
- Wonderland (País das Maravilhas), de Alice no País das Maravilhas (1951).
- Agrabah, de Aladdin (1992).
- Olympus Coliseum (Coliseu Olímpico), de Hércules (1997).
- Monstro, de Pinóquio (1940).
- Atlantica (Atlântida), de A Pequena Sereia (1989).
- Neverland (Terra do Nunca), de Peter Pan (1953).
- 100 Acre Wood (Bosque dos 100 Acres), de Ursinho Pooh (1977).

## No Brasil
O título foi anunciado pela Editora Abril em 2009, o que não ocorreu. A negociação se estendeu por muitos anos, e a série veio a ser publicada no Brasil maio de 2013.

## Lista de Volumes
| - 01 - O Chamado - 02 – Os Invasores - 03 – Luz Entre as Mãos - 04 – Sombra Gigante - 05 – Levado Para Terra Firme - 06 – Traverse Town - 07 – Um Homem Chamado Leon - 08 - Conspiração - 09 - Partida - 10 – Um Estranho Julgamento - 11 – Achem as Provas - 12 - Assistência - 13 – Fechadura |

| - 14 – Jornada Entre Estrelas e Memórias - 15 – O Escolhido - 16 – A Casa do Mago - 17 – Reencontro - 18 - Malévola - 19 – Agrabah - 20 – O Gênio da Lâmpada - 21 – O Irônico Sorriso do Diabo - 22 – Ganância Sem Fim - 23 – Um Último Desejo - 24 – O Coliseu do Olimpo - 25 – Quero Ser Um Herói! - Extra: Tirinhas Reais |

| - 26 – A União Faz a Força - 27 – Pinóquio - 28 – Corações Partidos - 29 - Atlântida - 30 – Úrsula - 31 – A Tempestade, o Amor, Uma Nova Jornada - 32 – Notas de Um Estudioso - 33 – O Navio Pirata - 34 – Sem Saída - 35 – Eu Acredito! - Extra: Tirinhas Reais |

| - 36 – O Portador da Chave - 37 – Corações Conectados - 38 – Outra Chave - 39 – O Homem das Trevas - 40 – Não é Um Adeus - 41 – Escuridão Sem Fim - 42 – Além da Porta - Especial – O Ursinho Pooh |